# Mitopiella cinctipes
Mitopiella cinctipes is een hooiwagen uit de familie echte hooiwagens (Phalangiidae).